# Coloman Váczy
Coloman Váczy, în maghiară Váczy Kálmán, (n. 20 martie 1913, Cărpiniș – d. 12 mai 1992, Cluj-Napoca) a fost un botanist și taxonomist maghiar din Transilvania. A studiat mai întâi Dreptul la Universitatea din Cluj, activând din 1936 ca avocat. În anul 1948 autoritățile comuniste instaurate în România i-au ridicat dreptul de a mai profesa ca jurist, ca urmare a faptului că s-a angajat ca apărător în procesul politic intentat unor lideri ai comunității maghiare din Cluj, ceea ce l-a determinat să se dedice biologiei. Profesorul Erasmus Gyula Nyárády l-a angajat într-un post de colaborator științific al său, ceea ce i-a deschis posibilitatea catalogării florei României, proiect materializat în 13 volume publicate. Ulterior a activat ca cercetător al filialei clujene a Academiei Române, devenind de asemenea membru al Societății Taxonomice din Utrecht.

## Operă
- Dicționar botanic poliglot (latină, română, engleză, germană, franceză, maghiară, rusă), Editura Științifică și Pedagogică, București, 1980
- Nyárády Erazmus Gyula, a természettudós (cu Bartha Sándor)
- Carl Linné (1707-1778), a természet rendszerezője